# Alte Wache (Regensburg)

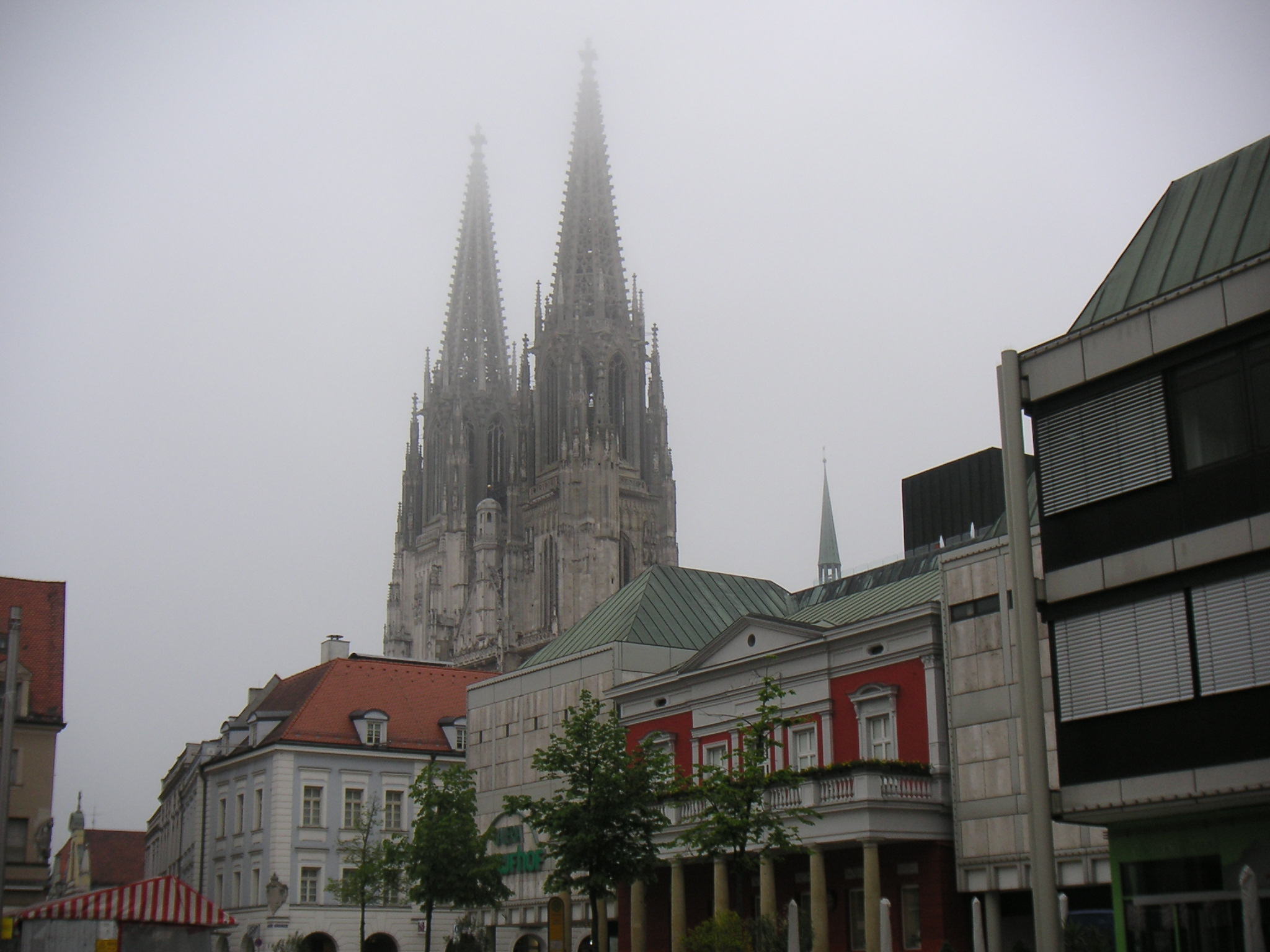
Alte Wache vor Domtürmen

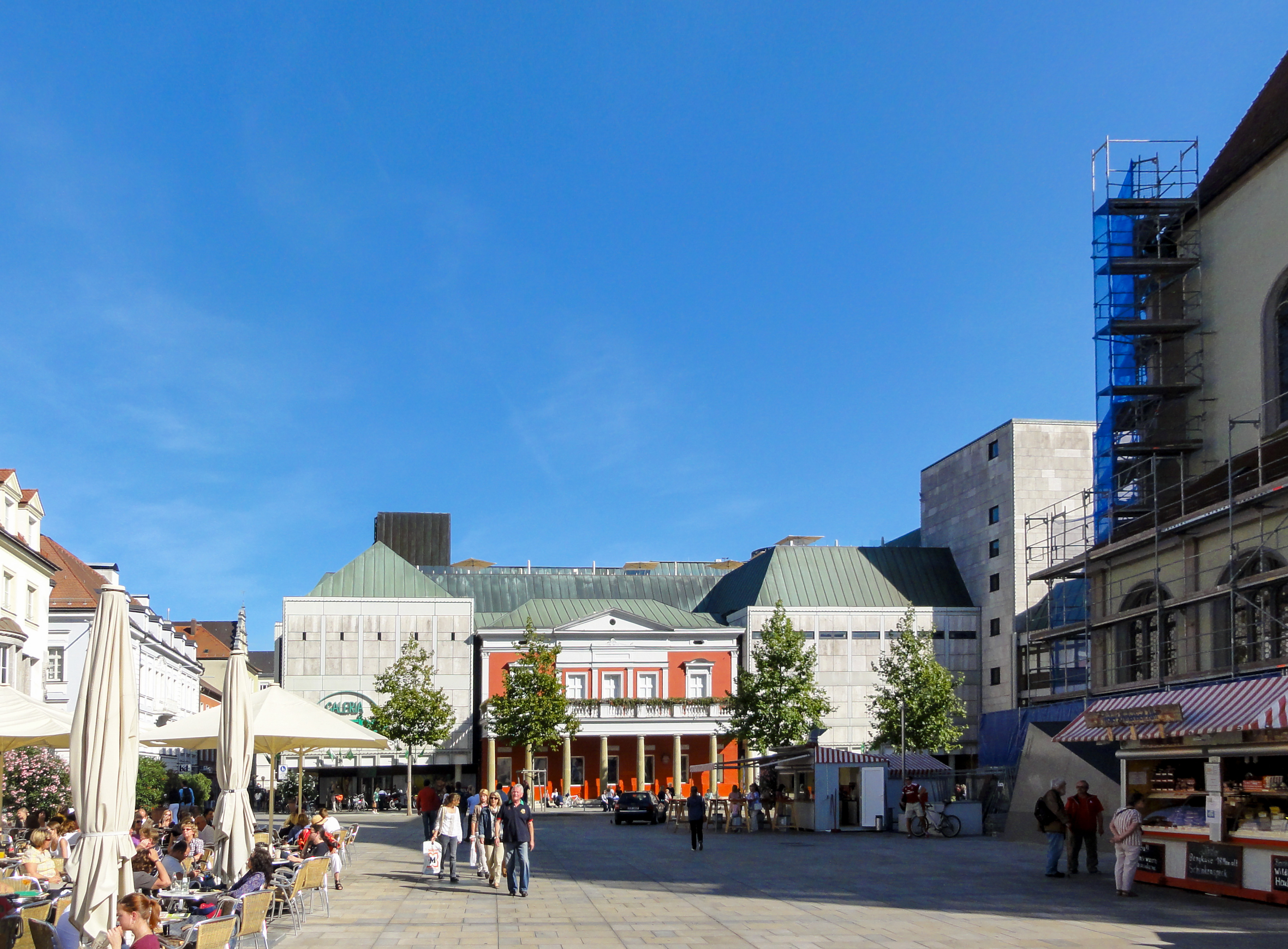
Nordöstlicher Neupfarrplatz Fassade der Alten Wache
vor Kaufhaus

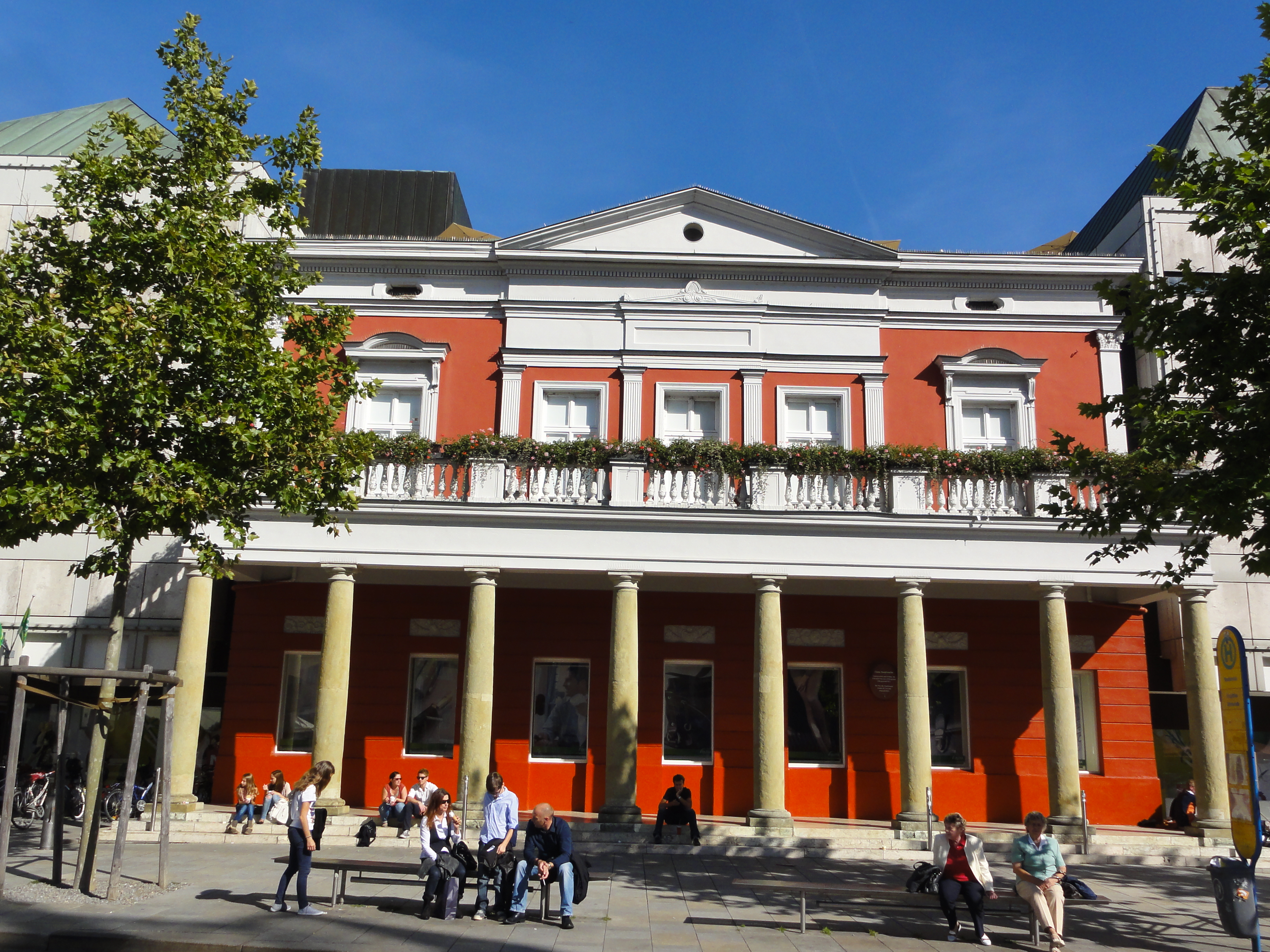
Alte Wache
Säulenportikus
mit aufgesetzter Balustrade

Die Alte Wache ist ein ehemaliges, nur teilweise erhaltenes Gebäude an der Ostseite des Neupfarrplatzes in der Altstadt von Regensburg. Das ehemalige städtische Gebäude wurde 1973 im Zuge eines Kaufhausneubaus weitgehend abgebrochen. Die Eingangsfront blieb erhalten und der zugehörige Säulenportikus wurde in die Westfront des neu entstandenen Kaufhauses einbezogen.

## Geschichte
Die Alte Wache, auch Hauptwache genannt, bildete den militärischen Mittelpunkt der Reichsstadt Regensburg. Der Bau der Wache ist für das Jahr 1611 dokumentiert mit den Worten „Auch ist gegenwärtig das Wachthaus auf dem Neuen Pfarr-Platz auf einer öden Hofstatt errichtet worden“. Mit der Ortsangabe ist der alte sogenannte Judenstadel an der Einmündung der Drei Helmen-Gasse auf den Neupfarrplatz gemeint. Der Stadel stand auf einem alten gotischen Kellergewölbe und wurde nach dem Abbruch des Judenviertels 1519 weiterhin städtisch genutzt.
Das erste Wachgebäude war ein schlichter ebenerdiger Holzbau. Jahrzehnte nach dem Bau wurden 1753 vor dem Holzgebäude Steinplatten verlegt, damit die Wachsoldaten dort gut auf und ab schreiten konnten. Eine erste Ansicht des Wachgebäudes datiert auf 1807 und zeigt das tief herabgezogene Dach des Holzbaus mit vier vorgelagerten Bäumen und fünf im Boden eingelassenen niedrige Steinpfosten, die durch Ketten verbunden waren. Nachdem das Holzgebäude 1809 bereits brüchig geworden war, sollte es 1809 durch einen Steinbau ersetzt werden. Zunächst jedoch fiel 1810 das Fürstentum Regensburg des Karl Theodor von Dalberg an das Königreich Bayern und der königlich bayerische Hofkommissar Joseph Maria von Weichs beauftragte den ehemaligen Hofbaumeister Emanuel Herigoyen, einen Plan für eine Hauptwache zu erstellen. Beide von Herigoyen angefertigten Pläne wurden wegen Geldmangels nicht ausgeführt.
1816 drohte das alte Holzgebäude einzustürzen. Der neue Kreisbauinspektor Michael Dobmeyer erstellte einen neuen Plan, der von dem inzwischen nach München beorderten Herigoyen begutachtet, geringfügig verändert und genehmigt wurde. Ein Stich von 1820 zeigt die neue Wache als Steingebäude  mit einem Walmdach-Giebel und einem vorgesetzten ca. 5 m hohen toskanischen Säulenportikus mit acht Säulen aus Grünsandstein. Zum Neupfarrplatz hin standen vor dem Portikus 15 niedrige Steinpfosten mit Eisenketten verbunden und 2 Unterstände (Wachhäuschen) für die Wachen. Auch das Steingebäude wurde auf dem frühgotischen Gewölbekeller errichtet.
1875 wurde im Gebäude der Alten Wache das königliche  Telegrafenamt untergebracht. Dafür wurde das Walmdach entfernt und mit einer Balustrade ein Obergeschoss aufgesetzt. 1923 hatte die Stadt Regensburg den Abbruch des Gebäudes ins Auge gefasst, was jedoch aus finanziellen Gründen unterblieb. 1936 beantragte das in der Dreihelmengasse benachbarte Modehaus Fischl den Erwerb des Anwesens zur Vergrößerung des eigenen Betriebs. Nach dem Zweiten Weltkrieg war das Gebäude aber immer noch im Besitz der Stadt. 1956 wurden dort das chemische Untersuchungsamt, das Verkehrsamt der Stadt und der Fremdenverkehrsverband untergebracht. Es folgten weitere Ankaufgesuche von der Merkur AG und erneut vom Modehaus Fischl, die abgelehnt wurden, weil die Stadt aus repräsentativen und historischen Gründen im Besitz des Gebäudes bleiben wollte. Unter unklaren Bedingungen, wegen schwer durchschaubarer Grundstücktauschgeschäfte kam es 1958 doch noch zu einem Besitzübergang des Gebäudes an das Modehaus Fischl, wobei sich zeigte, dass auch die benachbarte Stadtsparkasse ca. 25 % Teilbesitzrechte am Gebäude hatte. Laut Verkaufsurkunde stand das Gebäude unter Denkmalschutz und Walter Boll als Kulturdezernent der Stadt versuchte weiterhin alles, um den Verkaufshandel zu verhindern. Im Dezember 1959 beantragte die Käuferfamilie Fischl beim Stadtbauamt, nach Rückversicherung beim Landesamt für Denkmalschutz in München, den Abbruch des Gebäudes wegen Wertlosigkeit, ohne den Teil-Mitbesitzer Stadtsparkasse in Kenntnis zu setzen. Obwohl man beim damaligen Stadtbaudirektor Paul Schlienz nicht auf Widerstand stieß, wurde der Antrag im April 1960 abgelehnt. Das Modehaus Fischl legte Beschwerde ein, musste aber den Antrag 1963 zurückziehen, nachdem die Firma Bankrott gemacht hatte. Das Stammhaus Fischl und die erworbenen Anteile am Gebäude der Alten Wache wurden an das Kaufhaus Merkur und damit an den Horten-Konzern verpachtet. Anfang der 1970er Jahre erwarb die Horten-AG das Erbbaurecht an dem Anwesen Neupfarrplatz Nr. 8.
Nach dem Zweiten Weltkrieg war im Gebäude für einige Jahre die Stadtbücherei untergebracht. Ab 1968 begann mit dem Abbruch von zwölf alten Bürgerhäusern eine bauliche Umgestaltung auf dem östlichen und südlichen Bereich des Neupfarrplatzes. Im Zuge dieser Maßnahmen wurde 1973 auch das Gebäude der Hauptwache für den Neubau eines Kaufhauses abgebrochen. Von der Alten Wache blieb nur die Westfassade mit Säulenportikus und aufgesetzter Balustrade erhalten und wurde vom Neubau des Kaufhauses umschlossen. Mit diesen Umgestaltungen und mit den weiteren Neubauten erhielt der südöstliche Neupfarrplatz unter Verlust von alten Bauten ein neues Gesicht.

## Stadtsoldaten
Die Verteidigungslast der in acht Stadtbezirke – die sogenannten Wachten – aufgeteilten Stadt Regensburg ruhte auf den Bürgersoldaten. Jede der acht Wachten musste eine Kompanie stellen, befehligt vom jeweiligen Wachtherrn, dem Helfer zur Seite standen: ein Kapitänleutnant, ein Leutnant, ein Fähnrich und ein Wachtschreiber. Nur die Offiziere trugen Uniform. Der Oberbefehl lag beim Rat der Stadt. Zusätzlich zu den von Wachten gestellten Soldaten gab es ein Korps von Bürgern, die sich mit Metallbearbeitung auskannten. Sie hielten die städtischen Geschütze in Ordnung und bildeten die Artillerieeinheit. Einige reiche Bürger bildeten eine berittene Einheit, die zunächst 40 Personen umfasste und bis 1801 auf 130 Personen anwuchs. Die Mitglieder dieser Reiterkompanie trugen eine aufwändige Uniform und verfügten ab 1723 auch über eine Standarte. Die Reiterkompanie trat aber nur selten in Erscheinung und hatte auch repräsentative Verpflichtungen z. B. bei Einzügen von Kaiser oder König oder auch als Eskorte für den Prinzipalkommissar.
Nach 1663 entschloss sich der Rat der Stadt, die Bürger von der Wehrpflicht zu entlasten und Berufssoldaten anzustellen, die auch das Personal für die Stadtwache stellen und den Wachdienst an den Toren erledigen mussten. Die Maßnahme hatte für die Stadt erhebliche finanzielle Belastungen zur Folge, obwohl die Entlohnung der Soldaten schlecht war. Am Ende des 18. Jahrhunderts umfasste die Garnison 200 Personen und bildete auch das sogenannte Reichskontingent, das die Stadt dem Kaiser im Kriegsfall zur Verfügung stellen musste, wie z. B. 1683 bei der Belagerung von Wien durch die Türken 1683, als nur 80 Soldaten zurückkamen.
Für Unterkunft und Verpflegung mussten die Stadtsoldaten selbst sorgen. Es gab keine Kasernierung und eine neue Uniform erhielten die Soldaten nur alle zehn Jahre. Die Entlohnung war so schlecht, dass die Soldaten auf Nebenverdienste angewiesen waren. Diese Einnahmen kamen aus den Stadttorsperrgeldern, von denen den Soldaten ein Anteil zustand. Als ihnen 1796 dieser Anteil von dem damaligen Kommandanten, Hauptmann Johann Wilhelm Bösner, verweigert wurde, kam es bei den Soldaten zu einer Meuterei, gefolgt von Tumulten und Plünderungen in der Stadt. Einfache Bürger besetzten die Hauptwache und die Stadttore und der Rat der Stadt rief aus Stadtamhof bayerische Soldaten und aus Ingolstadt kaiserliche Soldaten zu Hilfe. Den 24 Anführern der meuternden Soldaten wurden drastische körperliche Strafen auferlegt. Sie wurden aus der Stadt verwiesen und an das kaiserliche Militär abgegeben. Über eine Bestrafung für das pflichtwidrige Verhalten des Hauptmanns Bösner liegen keine Berichte vor.